# Dick Nemelka
Dick S. „Dick” Nemelka (ur. 1 października 1943 w Salt Lake City, zm. 19 września 2020 tamże) – amerykański koszykarz, występujący na pozycjach rozgrywającego lub rzucającego obrońcy.

## Osiągnięcia
Na podstawie, o ile nie zaznaczono inaczej.
NCAA
- Uczestnik rozgrywek Sweet 16 turnieju NCAA (1965)
- Mistrz:
  - turnieju National Invitation Tournament (1966)
  - sezonu regularnego konferencji Western Athletic (WAC – 1965)
- Zaliczony do:
  - I składu:
    - All-American (1966 przez USBWA)
    - WAC (1966)

  - II składu WAC (1965)
  - III składu All-American (1966 przez NABC)

ABA
- Mistrz ABA (1971)